# RER E
Lijn E van de RER, vaker simpelweg RER E genoemd, is een van de vijf lijnen van het Réseau express régional-netwerk in de agglemeratie van Parijs. Hij verbindt station Nanterre-La Folie en het ondergrondse station Haussmann Saint-Lazare met twee vertakkingen in de richting van Chelles-Gournay en Tournan.
Tot zijn opening was de lijn bekend als Éole, afkorting van "Est-Ouest liaison express" (Snelle oost-westverbinding). De lijn werd op 12 juli 1999 geopend, na zeven jaar van werkzaamheden die geteisterd werden door vertragingen.
De lijn eindigde op het station Haussmann Saint-Lazare, en was daarmee de enige lijn binnen het RER-netwerk die in Parijs een kopstation had. Hij telde 310.000 reizigers per dag in 2011, 372.000 op werkdagen in 2016. In mei 2024 is de verlenging van lijn via La Defense naar station Nanterre- La Folie in gebruik genomen. In 2026 wordt de opening van de verlenging naar Mantes-La-Jolie voorzien.

## Geschiedenis

### Chronologie
- 13 oktober 1989: Premier Michel Rocard kondigt de projecten Éole en Meteor aan.
- 15 november 1991: Verklaring van openbaar nut, bouwstart kan gegeven worden.
- 14 februari 1994: tunnelboor wordt "Martine" gekroond.
- 4 mei 1995: Voltooiing van de noordertunnel
- november 1996: Voltooiing van de zuidertunnel
- 17 januari 1999: Aanschakeling van de bovenleiding in de Parijse tunnel
- 12 juli 1999: Inauguratie van de lijn met premier Lionel Jospin
- 14 juli 1999: Ingebruikname van de sectie Haussmann Saint-Lazare ↔ Chelles-Gournay
- 30 augustus 1999: Ingebruikname van de tak naar Villiers-sur-Marne - Le Plessis-Trévise
- 14 december 2003: Verlenging van Villiers-sur-Marne naar Tournan
- 13 december 2015: Opening van station Rosa Parks, tussen Magenta en Pantin
- 6 mei 2024: Ingebruikname verlenging van Haussmann Saint-Lazaire naar Nanterre- La Folie.

### Aflossing van de RER A

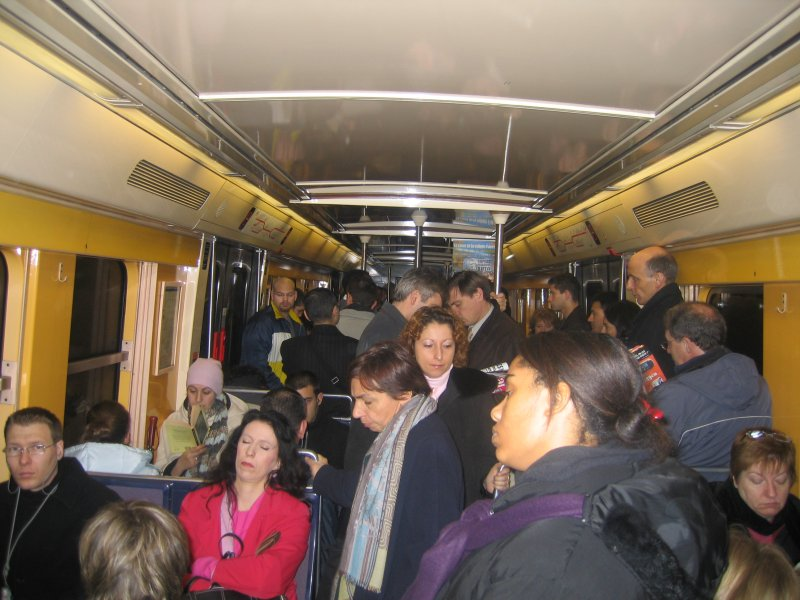
In een MI 84 van de RER A trein in de spits.

Aan het einde van de jaren 80 was de RER A het grootste verkeersprobleem in groot-Parijs. De lijn kende in de spits 55.000 reizigers per uur per richting op de centrale sectie, hoger dan haar theoretische maximum, en verwacht werd dat dat aantal zou blijven groeien tot 65.000 mensen. De komst van het Système d'aide à la conduite, à l'exploitation et à la maintenance of SACEM zorgde voor kortere tussentijden tussen de treinen en zo voor een hogere capaciteit, maar nog was dat lang niet voldoende.
Op 7 februari 1989 tekende premier Michel Rocard en minister van infrastructuur Michel Delebarre een plan voor het verbeteren van het Parijse verkeersnetwerk. Dit hield, naast de aanleg van een tweede tunnel tussen Châtelet - Les Halles en het Gare de Lyon, de opening van de RER D, in:
- De aanleg van de Méteor (RATP), een automatische metrolijn die de RER A zou verlichten tussen Auber/Saint-Lazare, Châtelet-Les Halles en het Gare de Lyon.
- Óf de aanleg van de Éole (de tegenwoordige RER E) (SNCF), een regionale metrolijn die het westen en het oosten van Parijs moest gaan verbinden (vandaar de bijnaam Éole, afkorting van Est-Ouest Liaison Express (Oost-west-expressverbinding)), om zo de druk op de RER A te verminderen.

Op 13 oktober 1989 besloot premier Michel Rocard tot het tegelijk aanleggen van de Méteor en de Éole, evenals de aanleg van de RER D vanwege de ernst van de situatie. Verwacht werd dat de Méteor en de RER D in 1995 geopend konden worden, en de Éole in 1996.
Op 31 juli 1990 wordt toestemming gegeven voor de bouw van de 1e fase, van Saint-Lazare - Concordet (Haussmann Saint-Lazare) naar Chelles-Gournay, Villiers-sur-Marne en La Varenne-Chennevières, waar een overstap op de RER A is. Eind 1991 komt deze laatste tak te vervallen, hij wordt vervangen door een tak naar Plant-Champigny.

### De bouw

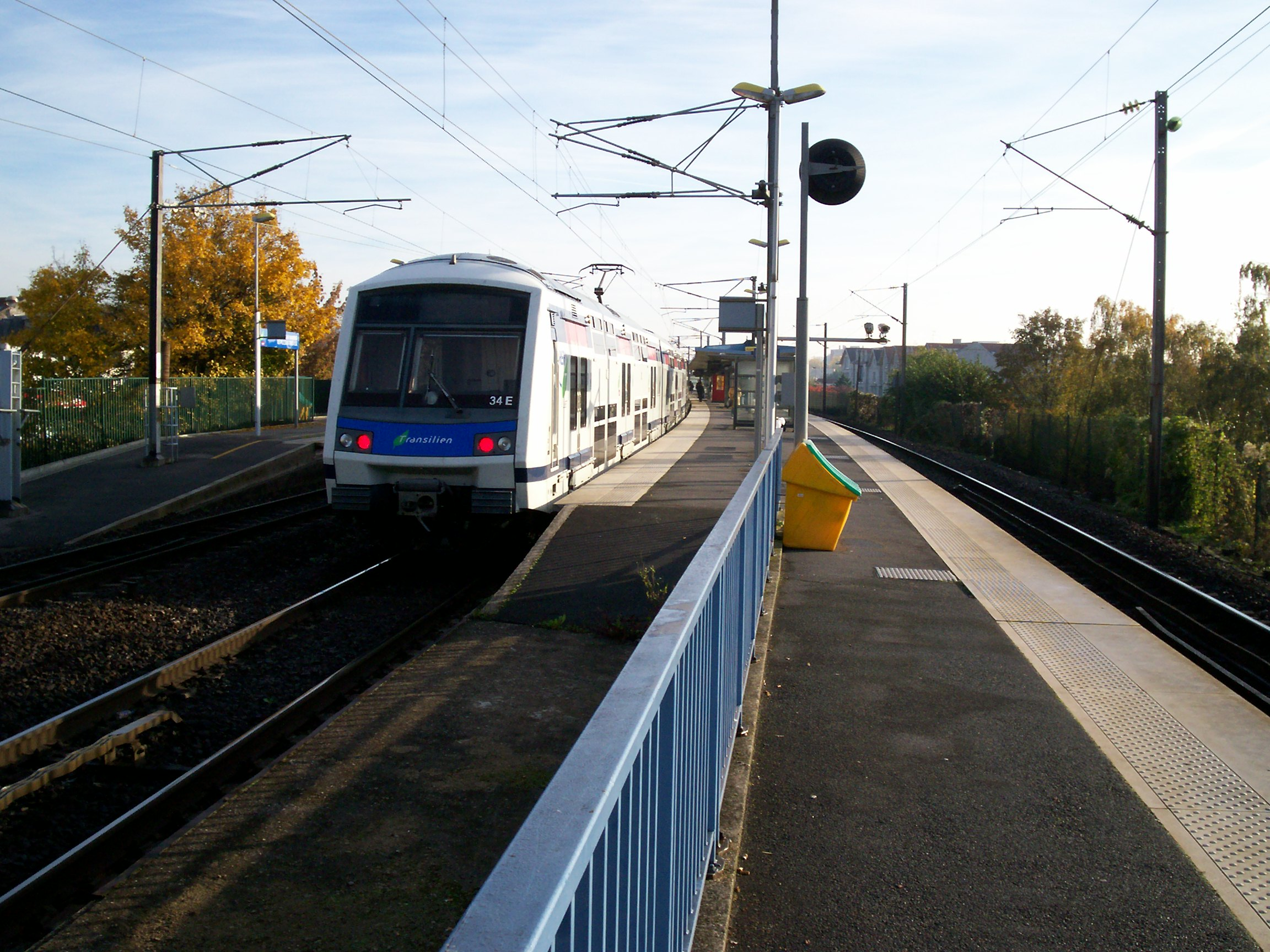
Een verhoogd perron van station Villiers-sur-Marne.

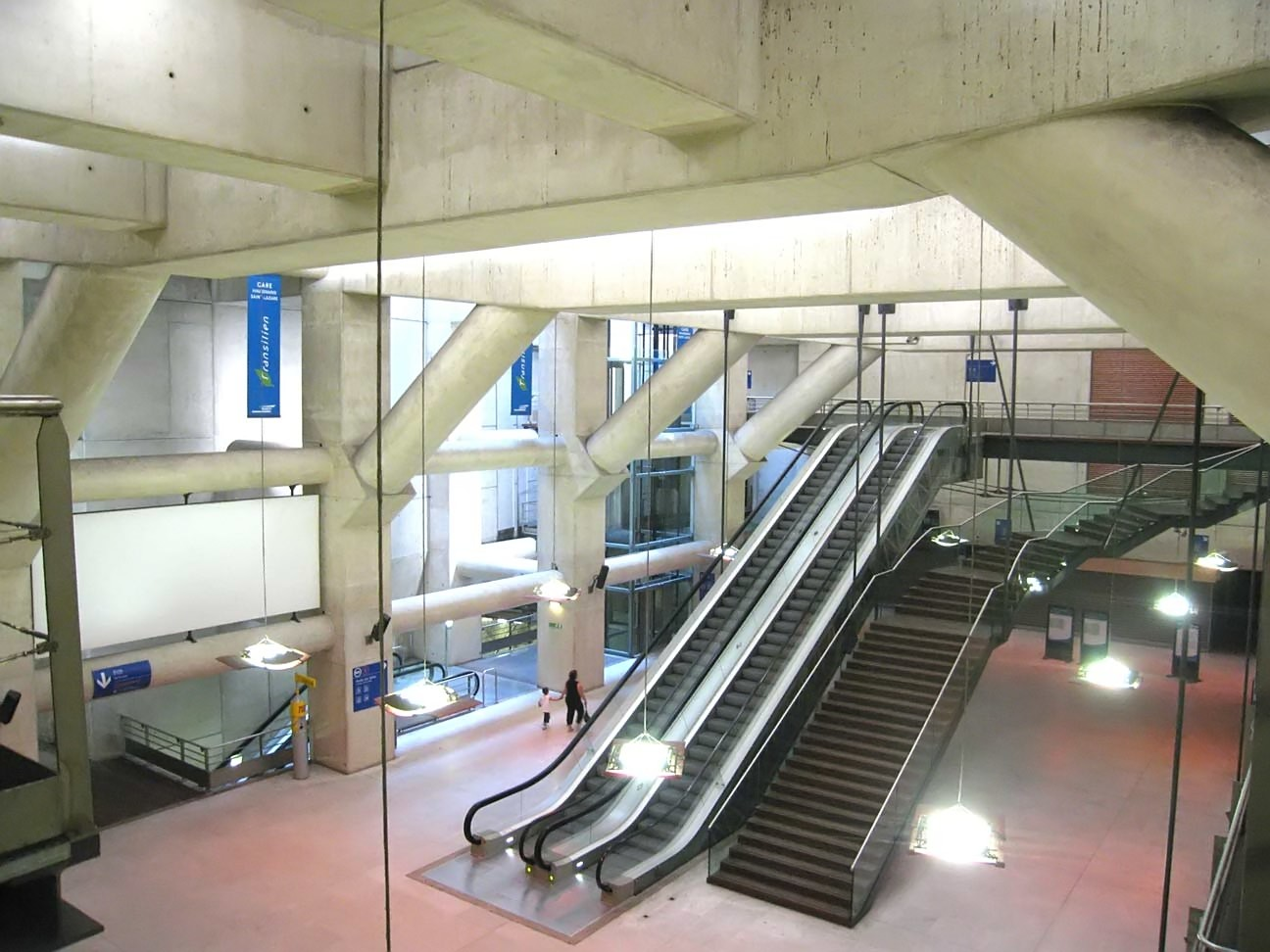
Overstapruimte op station Haussmann Saint-Lazare.

In 1992 beginnen de werkzaamheden. Perrons aan de oude lijn worden verhoogd van 55 cm naar 92 cm om een gelijkvloerse instap te bieden. In november 1992 tekent de SNCF een contract tot de levering van maximaal 103 treinstellen MI 2N, waarvan er 53 gelijk besteld worden.
Op 14 februari 1994 wordt de boor, die verantwoordelijk wordt voor de aanleg van de tunnels, "Martine" gekroond. Van 11 april 1994 tot 5 mei 1995 wordt de noordelijke tunnel (tussen Magenta en de rest van het netwerk) geboord. Op 22 december 1995, tijdens de boringen voor de zuidelijke tunnel (Magenta - Haussmann Saint-Lazare), ontstaan er verzakkingen en scheuren tijdens de werkzaamheden. De SNCF stopte daarna drie maanden lang met boren, daarna werd er doorgegaan. Er zijn tijdens de werkzaamheden in totaal 90 gebouwen beschadigd geraakt.
In 1998 wordt de tak naar Plant-Champigny geschrapt. Het voorstadsverkeer in oostelijk Groot-Parijs kende een 25% daling tussen 1993 en 1996. In de plaats daarvan wordt besloten het station Les Boullereaux-Champigny te gebruiken.
Eind 1998 zijn de werkzaamheden afgerond. Op 19 januari 1999 wordt de tunnel onder Parijs onder de draad gebracht, en 's nachts op 26 januari 1999 wordt er een testrit gedaan voor de laatste controles.

### De opening en de eerste uitbreiding

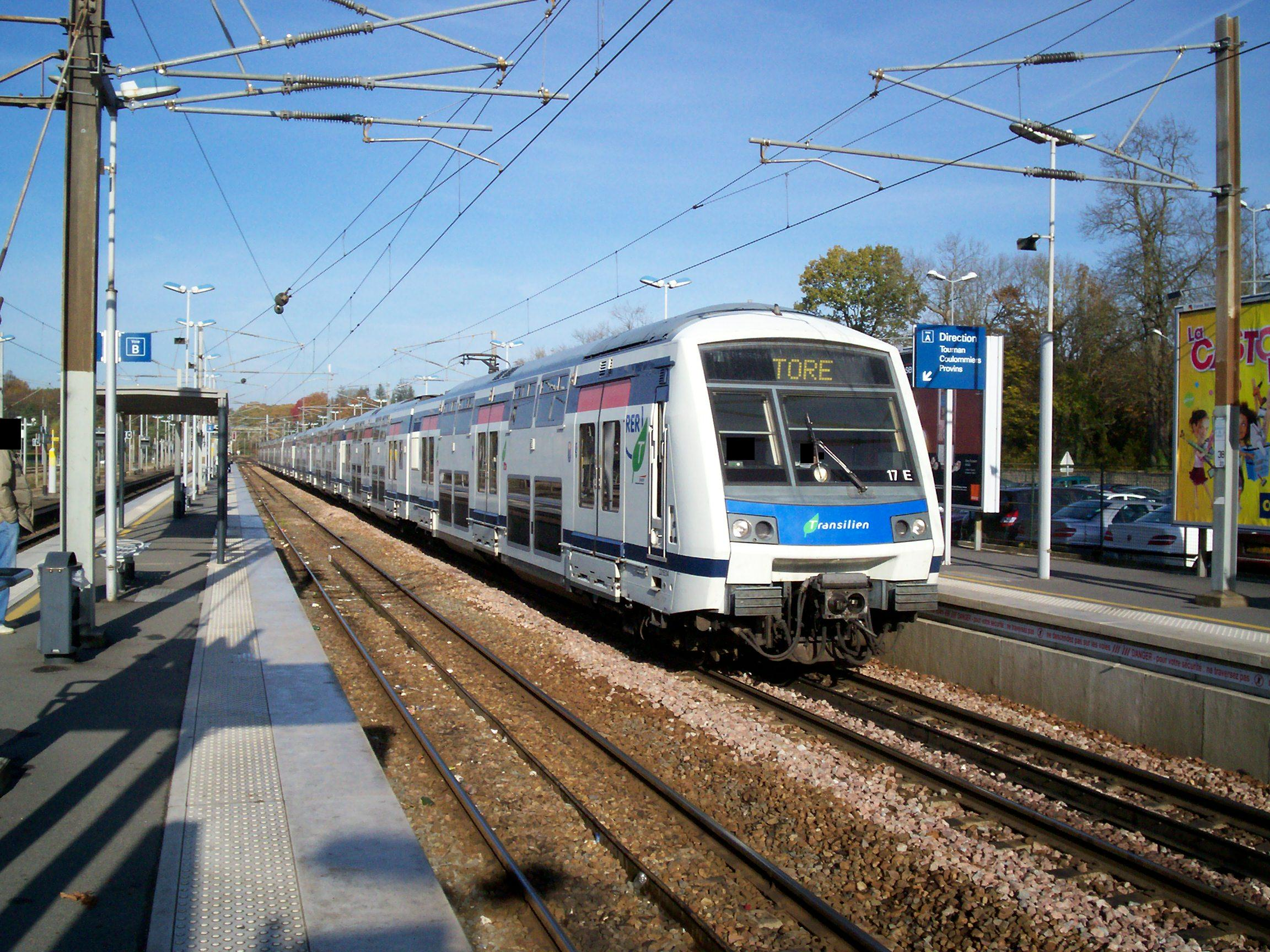
Een Z 22500 treinstel op station Gretz-Armainvilliers.

De lijn werd op 12 juli 1999 geopend, door premier Lionel Jospin, vergezeld door SNCF-President Louis Gallois, een aantal ministers en Jean-Paul Huchon van de regio Île-de-France. De kosten van de bouw waren in plaats van 950 miljoen euro 1,2 miljard. De hogere kosten zaten hem vooral in de tunnelbouw en de hoog uitgevallen kosten voor het verhogen van de perrons en het vergroten van de capaciteit van het oude spoor.
Op 14 juli reden de eerste passagierstreinen, tussen Haussmann Saint-Lazare en Chelles-Gournay, en op 20 augustus rijden de eerste treinen naar Villiers-sur-Marne - Le Plessis-Trévise.
Op 18 mei 2000 werd vastgelegd dat er een verlenging van de tak naar Villiers-sur-Marne tot Tournan zou komen, maar het duurde tot 14 februari 2002 tot er een definitieve besluitvorming kwam. Vanaf 14 december 2003 rijden er RER-treinen naar Tournan.

### Station Rosa Parks

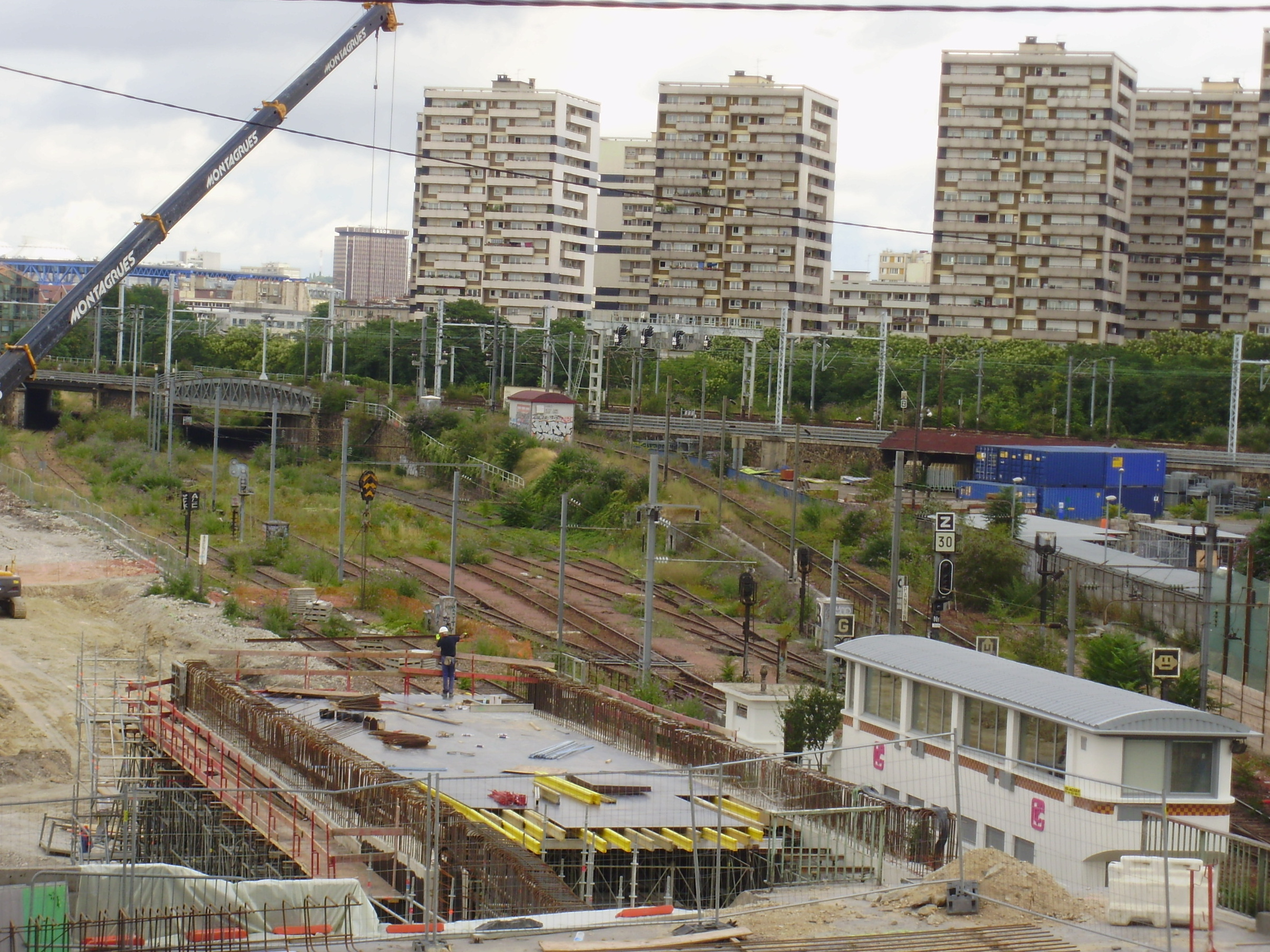
Locatie van het station Rosa Parks.

Op 13 december 2015 kreeg de lijn op het grondgebied van Parijs in het 19e arrondissement een nieuw en 22e station: station Rosa Parks, op het lijnschema gelegen tussen Magenta en Pantin. Het station, dat tot 2010 de werknaam Évangile kreeg, naar de nabijgelegen rue de l'Évangile, biedt overstap op tramlijn 3b en later op de geplande uitbreiding van tramlijn 8. Het station ligt op een viaduct over de sporen van de voormalige Petite Ceinture-spoorlijn, een ringspoorlijn om Parijs die al sinds 1934 niet meer door reizigerstreinen wordt gebruikt. Mocht er wat gebeuren met de Petite Ceinture-spoorlijn, waarvan de sporen er nog liggen, dat zal in Rosa Parks de overstap voorzien worden.

## Exploitatie

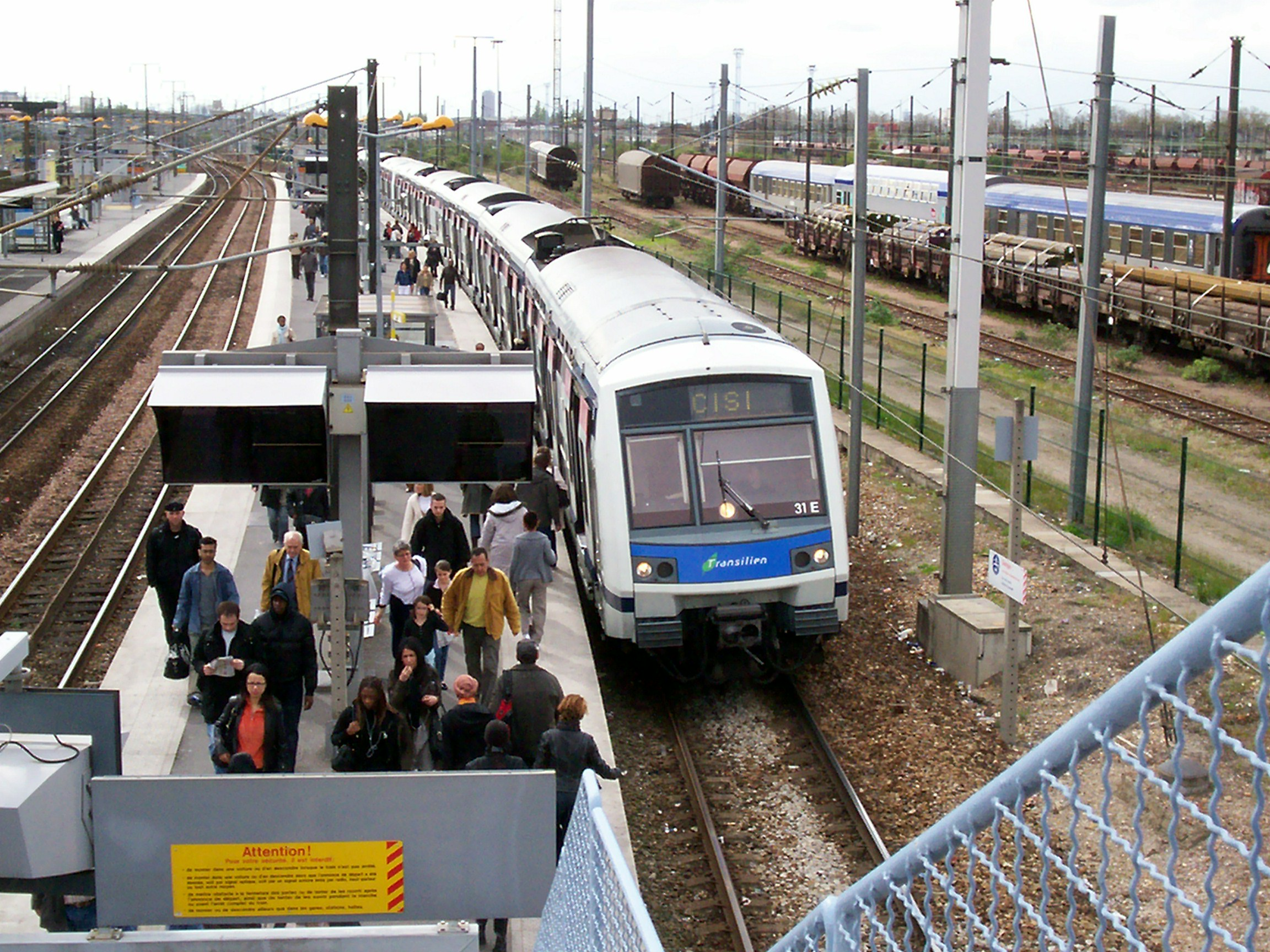
Drukte op station Noisy-le-Sec.

De treinen van de RER E rijden in de spits 8 treinen per uur tussen Parijs en Chelles, vier treinen per uur tussen Parijs en Villiers sur Marne en vier treinen per uur tussen Parijs en Tournan, die tussen Parijs en Villiers sur Marne stoppen enkel op Haussmann Saint-Lazare, Magenta en Val de Fontenay. Buiten de spits en in het weekend rijden er vier treinen per uur tussen Parijs en Chelles, vier treinen per uur tussen Parijs en Villiers sur Marne en twee treinen per uur tussen Parijs en Tournan, die tussen Parijs en Villiers sur Marne stoppen enkel op Haussmann Saint-Lazare, Magenta en Val de Fontenay. 's Avonds na tien uur geld er een kwartiersdienstregeling tussen Parijs en Chelles, en verder een halfuursdienstregeling.
Bij wijze van uitzondering wordt de dienst soms verlengd tot aan de volgende ochtend, ter gelegenheid van belangrijke gebeurtenissen zoals muziekfestivals en nieuwjaarsnacht. Bij deze gelegenheid wordt de dienst, getiteld "Nuit Festive ", gereden tussen het Gare de l'Est en Meaux en tussen het Gare de l'Est en Tournan met een frequentie van een trein per uur gedurende de nacht. De trein rijdt niet door de tunnel van de RER, aangezien deze dan gesloten is. Deze treinen vallen onder Transilien lijn P.

## Overzicht van de lijn

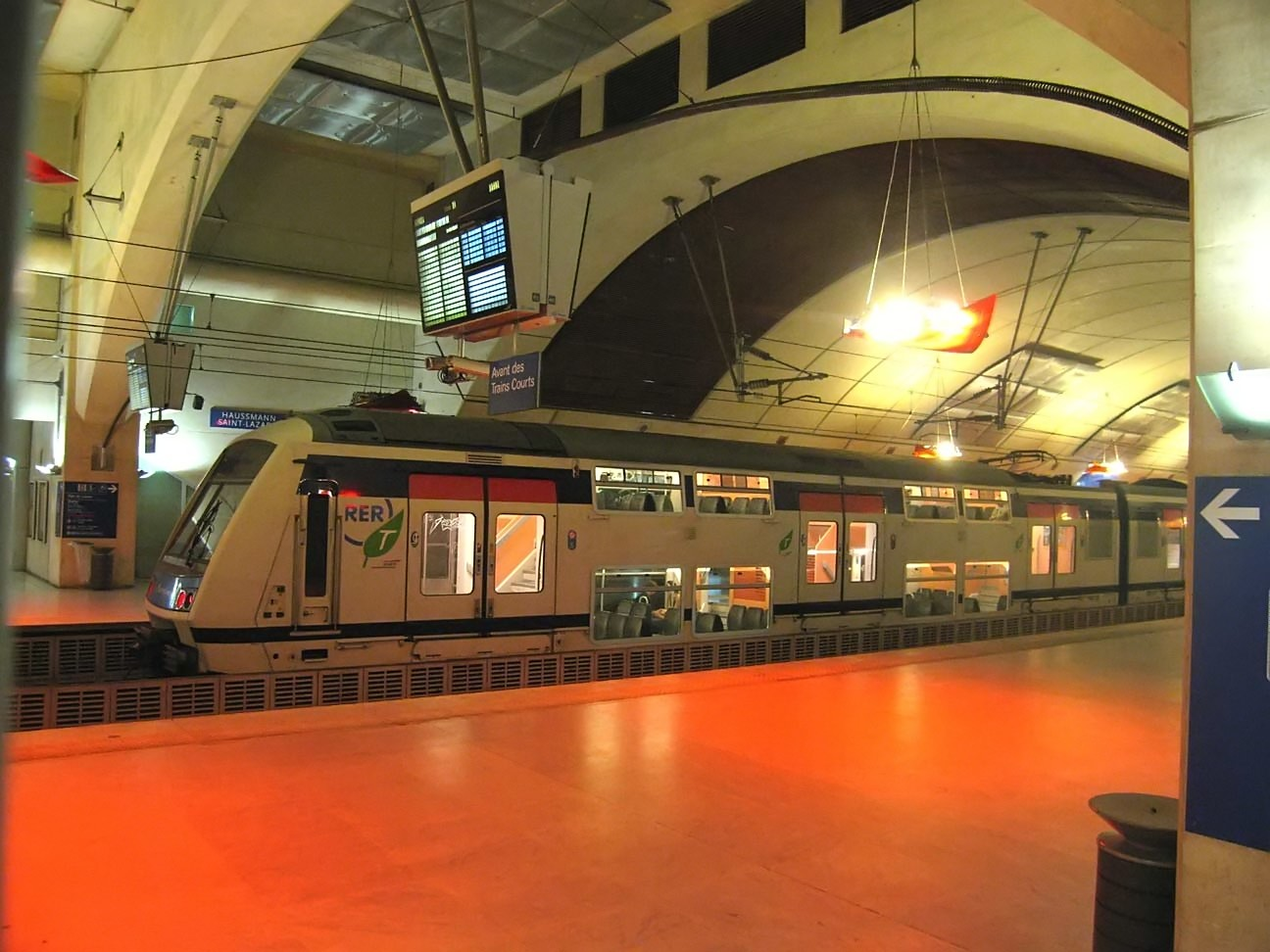
Op station Haussmann Saint-Lazare.

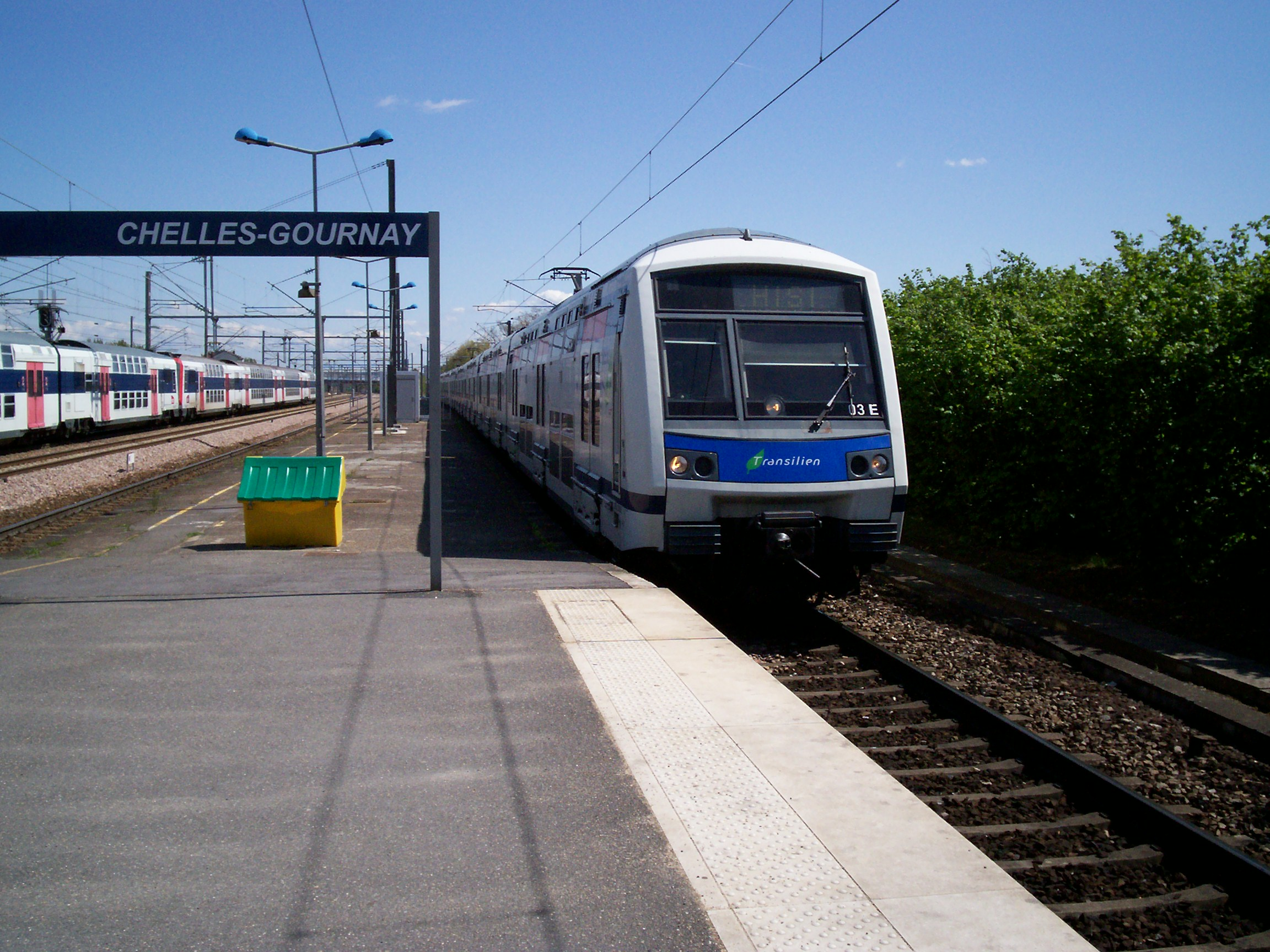
Op station Chelles-Gournay.

Lijn E kent in totaal 22 stations:
|  |   |    |    |    | Station                                 | Zone | Plaatsen                               | Overstappen                                                 |
|  | - | -- | -- | -- | --------------------------------------- | ---- | -------------------------------------- | ----------------------------------------------------------- |
|  |   | •  | E1 | E1 | Haussmann Saint-Lazare                  | 1    | Parijs, 9e                             | Grandes lignes                                              |
|  |   | •  |    |    | Magenta                                 | 1    | Parijs, 10e                            | Gare du Nord : Grandes lignes Gare de l'Est: Grandes lignes |
|  |   | •  |    |    | Rosa Parks                              | 1    | Parijs, 19e                            | T 3b                                                        |
|  |   | •  |    |    | Pantin                                  | 2    | Pantin                                 | (halte Ella Fitzgerald, langs openbare weg)                 |
|  | • | •  | •  |    | Noisy-le-Sec                            | 3    | Noisy-le-Sec                           | T 1                                                         |
|  |   |    | •  |    | Bondy                                   | 3    | Bondy                                  | T 4                                                         |
|  |   |    | •  |    | Le Raincy-Villemomble-Montfermeil       | 4    | Le Raincy, Villemomble, Montfermeil    |                                                             |
|  |   |    | •  |    | Gagny                                   | 4    | Gagny                                  |                                                             |
|  |   |    | •  |    | Le Chénay-Gagny                         | 4    | Gagny                                  |                                                             |
|  |   |    | •  | E2 | Chelles-Gournay                         | 4    | Chelles, Gournay-sur-Marne             | Trans P                                                     |
|  | • |    |    |    | Rosny - Bois Perrier                    | 3    | Rosny-sous-Bois                        |                                                             |
|  | • |    |    |    | Rosny-sous-Bois                         | 3    | Rosny-sous-Bois                        |                                                             |
|  | • |    |    |    | Val-de-Fontenay                         | 3    | Fontenay-sous-Bois                     | RER A                                                       |
|  | • |    |    |    | Nogent - Le Perreux                     | 3    | Nogent-sur-Marne, Le Perreux-sur-Marne |                                                             |
|  | • |    |    |    | Les Boullereaux-Champigny               | 3    | Champigny-sur-Marne                    |                                                             |
|  | • |    |    |    | Villiers-sur-Marne - Le Plessis-Trévise | 4    | Villiers-sur-Marne, Le Plessis-Trévise |                                                             |
|  | • |    |    |    | Les Yvris-Noisy-le-Grand                | 4    | Noisy-le-Grand                         |                                                             |
|  | • |    |    |    | Émerainville - Pontault-Combault        | 5    | Émerainville, Pontault-Combault        |                                                             |
|  | • |    |    |    | Roissy-en-Brie                          | 5    | Roissy-en-Brie                         |                                                             |
|  | • |    |    |    | Ozoir-la-Ferrière                       | 5    | Ozoir-la-Ferrière                      |                                                             |
|  | • |    |    |    | Gretz-Armainvilliers                    | 5    | Gretz-Armainvilliers                   |                                                             |
|  | • | E4 | E4 | E4 | Tournan                                 | 5    | Tournan-en-Brie                        | Trans P                                                     |

(De donker gekleurde stations zijn eindbestemming tijdens sommige missies.)

## Missienamen
In tegenstelling tot treinen in Nederland en België, staat er op de treinen op het RER-netwerk geen eindstation, maar een vierletterige code op de trein . Deze code heeft een betekenis:

### Eerste letter: De eindbestemming
- B: Roissy-en-Brie
- C: Chelles-Gournay
- D: Nogent-Le Perreux

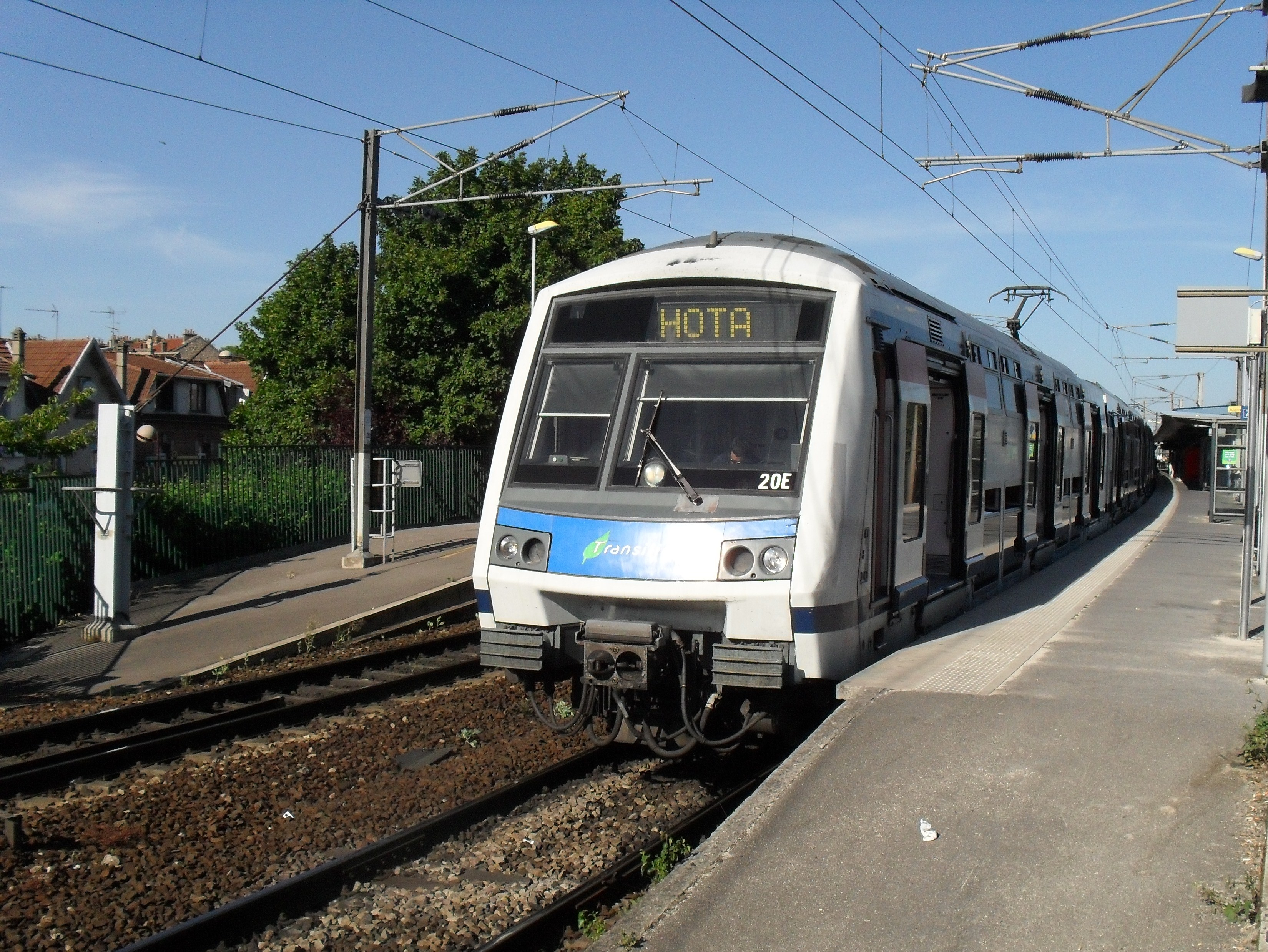
Trein vanaf Villiers-sur-Marne naar Haussmann Saint-Lazare.

- E: Émerainville - Pontault-Combault
- G: Gagny
- G: Gretz-Armainvilliers
- H: Haussmann Saint-Lazare
- P: Pantin
- N: Magenta
- R: Le Raincy-Villemomble-Montfermeil
- S: Noisy-le-Sec
- T: Tournan
- V: Villiers-sur-Marne - Le Plessis-Trévise

### Tweede letter: Het type dienst na station Magenta
Na station magenta rijden niet alle treinen dezelfde dienst: sommige treinen zijn sneltrein, andere stoptrein. Om de verschillende types uit elkaar te houden worden vier klinkers gebruikt.
- A: Stopt in Noisy-le-Sec, Val de Fontenay en Villiers-sur-Marne, vervolgens alle tussen gelegen stations.
- I: Stopt in Val de Fontenay en Villiers-sur-Marne, vervlogens alle tussengelegen stations (tak naar Tournan)
- I: Stopt in Noisy-le-Sec, vervolgens alle tussengelegen station (tak naar Chelles)
- O: (voor omnibus, Frans voor stoptrein) stopt op alle tussengelegen stations.
- Y: Stopt in Pantin en Villiers-sur-Marne, vervolgens alle tussengelegen stations.

### Derde letter: Precieze informatie over de bestemming van de trein
- C: Stoptrein vanaf Chelles-Gournay, Le Raincy-Villemomble-Montfermeil of Gagny
- H: Stoptrein vanaf Haussmann Saint-Lazare of Magenta bij een gewijzige situatie
- N: Stoptrein vanaf Magenta
- T: Stoptrein vanaf Villiers-sur-Marne, Tournan of Nogent-Le Perreux, Émerainville - Pontault-Combault of Gretz-Armainvilliers
- V: Stoptrein vanaf Villiers-sur-Marne.

### Vierde letter: De bereden lijn
- A: Tak naar Tournan
- I: Tak naar Chelles-Gournay;

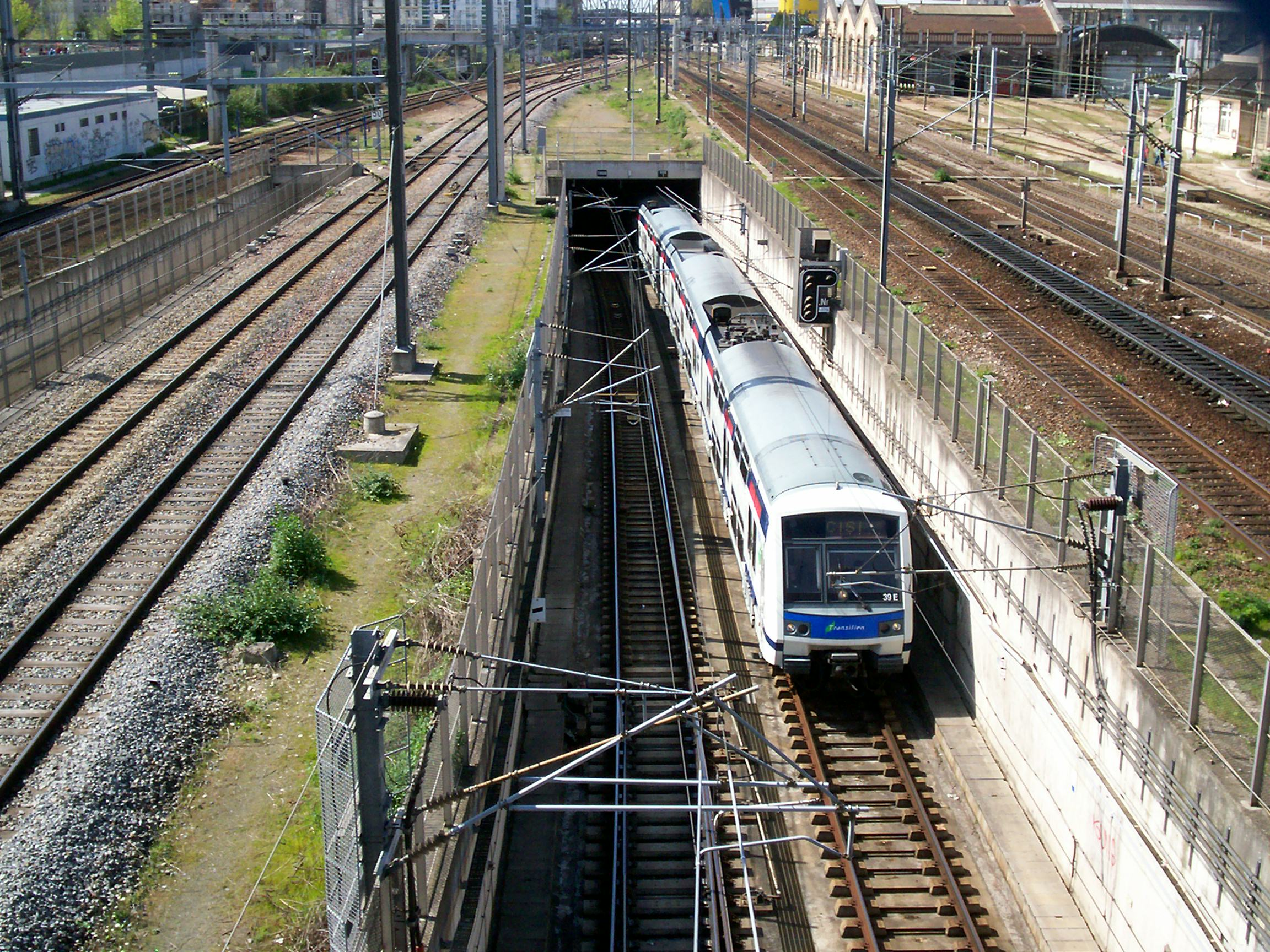
Uitgang van de tunnel onder Parijs.

- Y: Trein rijdt alleen op de centrale sectie

| Bestemming                              | Missie codes                             |
| --------------------------------------- | ---------------------------------------- |
| Roissy-en-Brie                          | BOTA                                     |
| Chelles-Gournay                         | CISI, COHI, CONI, CUSI                   |
| Nogent-Le Perreux                       | DOHA                                     |
| Émerainville - Pontault-Combault        | EAVA, EOHA                               |
| Gagny                                   | GISI                                     |
| Gretz-Armainvilliers                    | GAVA, GOHA                               |
| Haussmann Saint-Lazare                  | HAVA, HISI, HIVA, HOCI, HONY, HOTA, HOVA |
| Pantin                                  | KOHA                                     |
| Magenta                                 | NOCI, NOHY, NUSI                         |
| Le Raincy-Villemomble-Montfermeil       | ROHI                                     |
| Noisy-le-Sec                            | SOHA                                     |
| Tournan                                 | TAVA, TIVA, TOBA, TOHA, TOVA, TYHA       |
| Villiers-sur-Marne - Le Plessis-Trévise | VOHA, VOTA                               |

Schuin gedrukt betekent een ongewone dienst (Werkzaamheden, Stakingen, "Nuit Festive" Rit)

## Materieel

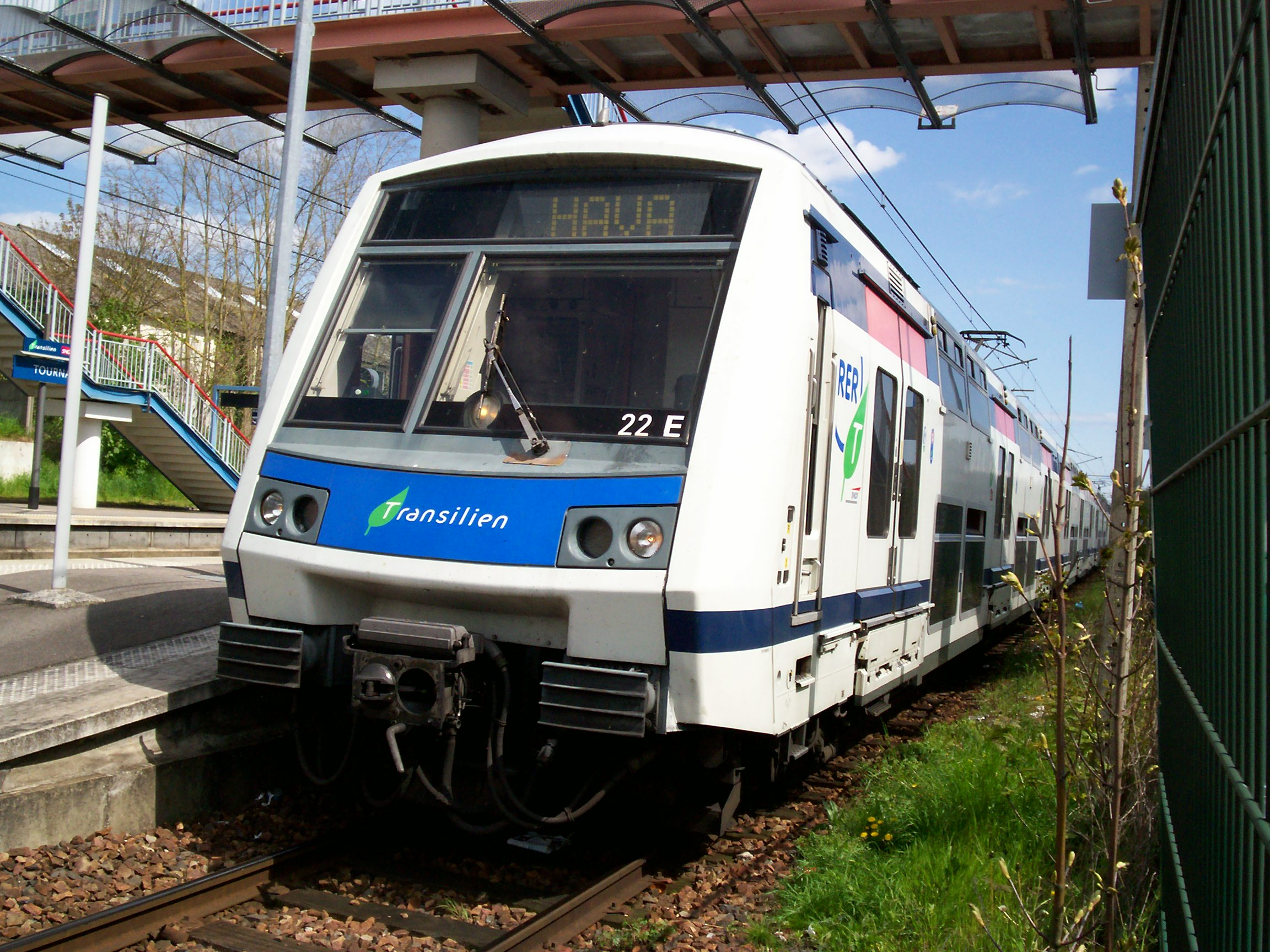
Een Z 22500 treinstel.

Voor de dienst wordt gebruikgemaakt van 53 treinstellen Z 22500. Ze zijn uitgerust met drie brede deuren per wagon per kant om het in- en uitstappen te versnellen op de stations. Het materieel is sterk verwant aan het MI2N Altéo materieel van de RATP, aangezien deze tegelijkertijd ontworpen zijn door de SNCF en de RATP.
De Z 22500 treinstellen zijn bi-courant: Ze kunnen rijden op 1,5 kV gelijkstroom en 25 kV-50 Hz wisselstroom. De gelijkstroom-installatie is niet nodig in reizigersdienst, aangezien het hele traject van de RER E geëlektrificeerd is op 25 kV-50 Hz wisselstroom. De gelijkstroom-installatie wordt wel gebruikt op de onderhoudsdepots, die ook gebruikt worden door mono-courant materieel.

## Toekomst
De lijn krijgt in de nabije en verre toekomst te maken met een aantal projecten:

### Verlenging naar Mantes-la-Jolie
Het is de bedoeling dat tussen nu en 2026 de RER E verlengd wordt vanuit het centrum van Parijs naar het westen en naar Mantes-la-Jolie, zoals oorspronkelijk ook bedoeld was. Om dit mogelijk te maken is het nodig om een tunnel van ca. 8 kilometer tussen Haussmann Saint-Lazare en La Défense aan te leggen. Na het verlaten van de tunnel sluit de lijn op Transilien lijn J aan, en neemt het zijn treinen over vanaf Nanterre. De lijn biedt na de verlenging een goed alternatief voor de RER A, die geteisterd wordt door te hoge reizigersaantallen.
De aanleg van de tunnel startte in februari 2019.
De verlenging van RER E zou in twee fases uitgerold worden, tot het station Nanterre-La Folie op 6 mei 2024 en tot Mantes-la-Jolie in 2026.

### Verlengingen naar het oosten

#### Naar Meaux
De relatie Parijs - Meaux is kandidaat voor verlenging van het RER-netwerk. De treinen van de RER E eindigen nu op Chelles-Gournay, verwachting is dat op lange termijn de RER E uitgebreid kan worden. Echter, het andere eindstation Haussmann-Saint-Lazare kan niet meer treinen aan (vanwege keertijd) waardoor de verlenging tot Meaux enkel kan plaatsvinden na de nu geplande uitbreiding van de RER E naar het westen (Mantes-la-Jolie).

#### Naar Val Bréon
Al in het beginproject van de RER E werd beschreven dat de lijn naar het bedrijventerren Val Bréon zou lopen, in Tournan-en-Brie. Deze 3,5 kilometer lange verlenging zou ongeveer 40-60 miljoen euro kosten.